# Iglesia de Santa María de Vilabade
La iglesia de Santa María es un templo católico ubicado en la localidad española de Villabad, en la provincia de Lugo.

## Descripción
La iglesia se encuentra en la localidad lucense de Villabad, perteneciente al municipio de Castroverde, en Galicia.
Dedicada a santa María, constituye un valioso ejemplo del siglo XV de estilo gótico, con elementos en fachada del gallego barroco y neoclásico y una sola nave abovedada, destacando en el interior la imaginería y altares del siglo XVI.
Fue declarada monumento histórico-artístico, de carácter nacional, el 16 de noviembre de 1979, mediante un real decreto publicado el 18 de enero de 1980 en el Boletín Oficial del Estado. En la actualidad cuenta con el estatus de Bien de Interés Cultural.